# Presidentsverkiezingen in Mali (1997)
| Stemverhoudingen in % |
| --------------------- |
|                       |

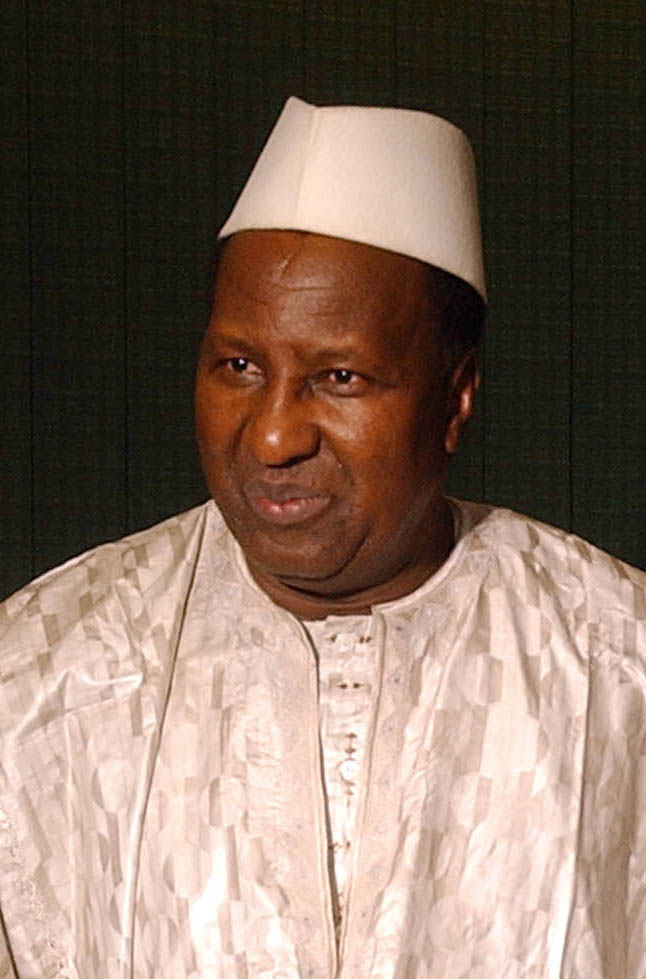
Zittend president Alpha Oumar Konaré werd met 96% van de stemmen herkozen

De Presidentsverkiezingen in Mali van 1997 werden op 11 mei gehouden. Zittend president Alpha Oumar Konaré werd met 95,9% van de stemmen herkozen. De voornaamste tegenkandidaat, Mamadou Maribatrou Diaby kreeg 4,1% van de stemmen. (De stemmen van de acht overige kandidaten werden door het constitutionele hof verdeeld over Konaré en Diaby.) De voornaamste oppositiepartijen hadden verkiezingen geboycot.

## Uitslag

### Presidentsverkiezingen
| Kandidaat                         | Kandidaat                         | Partij                                          | Stemmen   | %      |
| --------------------------------- | --------------------------------- | ----------------------------------------------- | --------- | ------ |
|                                   | Alpha Oumar Konaré                | Alliance pour la démocratie au Mali             | 1.056.819 | 95,90  |
|                                   | Mamadou Maribatrou Diaby          | Parti pour l'unité, la démocratie et le progrès | 45.160    | 4,10   |
| Totaal                            | Totaal                            | Totaal                                          | 1.542.229 | 100,00 |
|                                   |                                   |                                                 |           |        |
| Geldige stemmen                   | Geldige stemmen                   | Geldige stemmen                                 | 1.101.979 |        |
| Ongeldige stemmen/ blanco stemmen | Ongeldige stemmen/ blanco stemmen | Ongeldige stemmen/ blanco stemmen               | 440.250   |        |
| Geregistreerde kiezers/ Opkomst   | Geregistreerde kiezers/ Opkomst   | Geregistreerde kiezers/ Opkomst                 | 5.428.256 | 28,40  |
| Bron: AED                         |                                   |                                                 |           |        |